# Francisco de Médici (1614-1634)
Francisco de Médici (em italiano:  Francesco de' Medici; 16 de outubro de 1614 – 25 de julho de 1634) foi o quarto filho varão de Cosme II de Médici, Grão-Duque da Toscana e da Arquiduquesa Maria Madalena de Áustria. 
Foi militar tendo morrido solteiro.

## Biografia
Francisco nasceu no Palácio Pitti, em Florença, a capital do Grão-ducado governado por seu pai. A família Médici estava ligada à Toscana por mais de três séculos reinando no território desde 1569. Pouco se sabe sobre a sua infância, para além de ter sido criado juntamente com  seu irmão Matias. Na sua qualidade de príncipe Toscano por nascimento, ele tinha direito ao tratamento de Alteza. Entre os seus irmãos encontravam-se Margarida, futura Duquesa de Parma, Ana, futura Arquiduquesa da Áustria, e Fernando, futuro Grão-Duque da Toscana.
Ele seguiu uma carreira militar. Juntamente com a sua mãe e com o seu irmão Matias, visitou a Áustria, em 1631 para conhecer o seu tio, o imperador Fernando II. Participou na Batalha de Lützen, no decurso da Guerra dos trinta anos, mas fugiu do campo de batalha. O seu irmão mais velho, Fernando II de Médici, Grão-Duque da Toscana, repreendeu a sua conduta numa carta datada de 14 de julho. Morreu de peste durante o Cerco de Ratisbona, em 1634.

## Títulos, tratamentos, honras e brasão
- 16 de outubro de 1614 – 25 de julho de 1634: Sua Alteza o Príncipe Francesco da Toscana

## Ligações Externas
- Documentos sobre a família Médici – arquivo online
- Genealogia da família Médici (euweb.cz)